# Selidosema intermediafumosa
Selidosema intermediafumosa là một loài bướm đêm trong họ Geometridae.